# Anatoli Andréyev
Anatoli Andréyevich Andréyev (Ulan-Udé, 1941-2004) es un compositor y profesor de música de Buriatia. Trabajador de Arte de Honor de la República Autónoma Socialista Soviética de Buriatia (1983), Trabajador de Arte de Honor de la RSFSR (1989). Es el autor de la música para el himno de la República de Buriatia.

## Biografía
Nació en 1941 en Ulán-Udé. En 1963 se graduó del Colegio Musical de Ulan-Ude de P.I. Chaikovski, donde estudió con los principales compositores de Buratia D. D. Ayusheeva, J. Batuev y B. B. Yampilova.
En 1970 se graduó en el Conservatorio de los Urales de M. P. Músorgski por clase de composición de B. D. Gibalina. Su trabajo de diploma fue el primer acto de la ópera El cuco mágico. 
Al regresar a su tierra natal, enseñó en la Escuela de Música de Ulan-Udé.
Fue miembro de la Unión de Compositores de Buriatia desde 1971.
En 1974-1977 y 1985-1990 trabajó como director artístico de la Filarmónica de Buriatia. En 1981-1983 por motivos familiares vivió en la ciudad de Kiajta donde enseñó en la escuela local de la cultura y arte.
Desde 1991 Anatoli Andréyev se ha dedicado solo al trabajo creativo. Durante todo el período de su actividad creativa creó más de cien obras en muchos géneros musicales: ópera, ballet, poema sinfónico, oratorio, música para espectáculos dramáticos, piezas para piano, romances, coros y canciones. Las canciones de Andréyev gozan de una popularidad y un amor excepcional en Buriatia.

## Compositor musical del Himno de Buriatia
Anatoli Andréyev junto con el poeta Damba Zhalsaraev escribió "La Canción de la tierra natal" más conocida como "Taiga, lago, estepa".
En 1994 se anunció un concurso para crear el himno nacional de la República de Buriatia. Entre otras obras también se presentó la "Canción de la tierra natal". Una comisión especial reconoció este trabajo como el mejor de los trabajos presentados.
El himno fue adoptado por la Ley de la República de Buriatia sobre "El Himno del Estado de la República de Buriatia" de 20 de abril de 1995 No. 121-I.

## Creación
Ha creado más de 100 obras en varios géneros. Las canciones y romances del compositor son especialmente populares: "Toonto nutag  ", "Ezhemni", "Egeshe aha hoorni" y otras.
- ópera "Geser" (2002)
- ballet "Canción del poeta" (1984)
- suite "Heroes of the Civil" (1970) y otros.

## Premios y títulos
- Laureado con el Premio Komsomol de Buriatia (1982)
- Laureado con el Premio Estatal de Buriatia (1984)
- Artista de honor de Buriatia (1983)
- Artista de honor de la RSFSR (1989)[1]